# Mont Raimeux
Der Mont Raimeux ist ein 1302 m ü. M. hoher Bergrücken im Schweizer Jura. Der Gipfel liegt auf der Grenze der Kantone Bern und Jura, rund 5 km nordöstlich von Moutier. Der Bergname ist vermutlich vom altfranzösischen Wort raim abgeleitet, das etwa der Bedeutung von unbebautes Land, bedeckt mit Gestrüpp oder Wald entspricht.

## Geographie
Der Höhenrücken des Mont Raimeux erstreckt sich über eine Länge von ungefähr 8 km in West-Ost-Richtung gemäss der allgemeinen Faltenstruktur des Juras in dieser Region. Im Mittel ist er rund 3 km breit. Begrenzt wird die Höhe des Mont Raimeux im Süden durch das sogenannte Grand Val, das Talbecken von Moutier, im Norden durch eine Synklinale, die sich von Rebeuvelier ostwärts bis nach Vermes zieht. Sowohl die westliche als auch die östliche Abgrenzung werden durch charakteristische Juraklusen markiert. Im Westen befinden sich die Gorges de Moutier, welche von der Birs durchflossen werden, während im Osten die Klus von Envelier liegt. Auf dem Mont Raimeux erstreckt sich eine 5 km lange und im Durchschnitt 1 km breite Hochfläche, die gegen Norden und Nordwesten leicht ansteigt.

## Geologie
Der strukturgeologische Aufbau des Mont Raimeux ist relativ kompliziert. Der Höhenrücken gehört zum Faltenjura und setzt sich aus zwei nahe beieinander stehenden Antiklinalen zusammen, die im Durchbruchstal der Birs hervorragend aufgeschlossen sind. Die Combe du Pont bildet dabei die dazwischenliegende schmale Synklinale, die gegen Osten stark ansteigt. Die anstehenden kompetenten Gesteinsschichten der oberen Jurazeit (Malm) sind verantwortlich für das Relief des Mont Raimeux. Durch Erosion wurde der harte Kalkstein im Scheitelbereich beider Antiklinalen teilweise abgetragen, so dass die darunter liegenden weicheren Tonsteine und Mergel der Effingerschichten freigelegt wurden. So stellt der Hauptkamm, auf dem die Kantonsgrenze verläuft, den Rest der nach Süden einfallenden nördlichen Antiklinale dar.
Zu den markanten Felsformationen des Mont Raimeux, von denen mehrere als Kletterfelsen benutzt werden, gehören:
- die senkrecht aufgestellten Kalkfelsen des Kimmeridgien und Rauracien in den Gorges de Moutier (südliche Antiklinale)
- die schroffe Arête du Raimeux, Kalkfelsen des Kimmeridgien, Südschenkel der nördlichen Antiklinale
- die schroffe Roche Saint-Jean, Kalkfelsen des Kimmeridgien, Nordschenkel der nördlichen Antiklinale
- die Rochers du Droit am Südhang des Mont Raimeux oberhalb von Grandval, Kalkfelsen des Kimmeridgien, im unteren Teil senkrecht einfallende gebankte Kalke; im oberen Teil verlaufen die Schichten horizontal.

## Nutzung
Die steilen Flanken des Mont Raimeux sind mit dichten Buchen- und Tannenwäldern bestanden. Auf dem Hochplateau herrschen ausgedehnte Jurahochweiden vor, die durch die typischen Trockenmauern abgegrenzt sind. Die drei kleinen Weiler Raimeux de Corcelles (1110 m ü. M.), Raimeux de Crémines (1116 m ü. M.) und Raimeux de Grandval (1288 m ü. M.) bestehen aus Bergbauernhöfen, Pferdeweiden, einzelnen Ferienhäusern und jeweils einem Bergrestaurant.
Auf dem höchsten Punkt des Berges befindet sich ein Aussichtsturm.
Unter der Westflanke des Berges führt der 3,2 km lange Tunnel du Raimeux der Autobahn A16 durch, der die Engstelle der Gorges de Moutier umfährt. Die Eröffnung erfolgte am 30. November 2007.

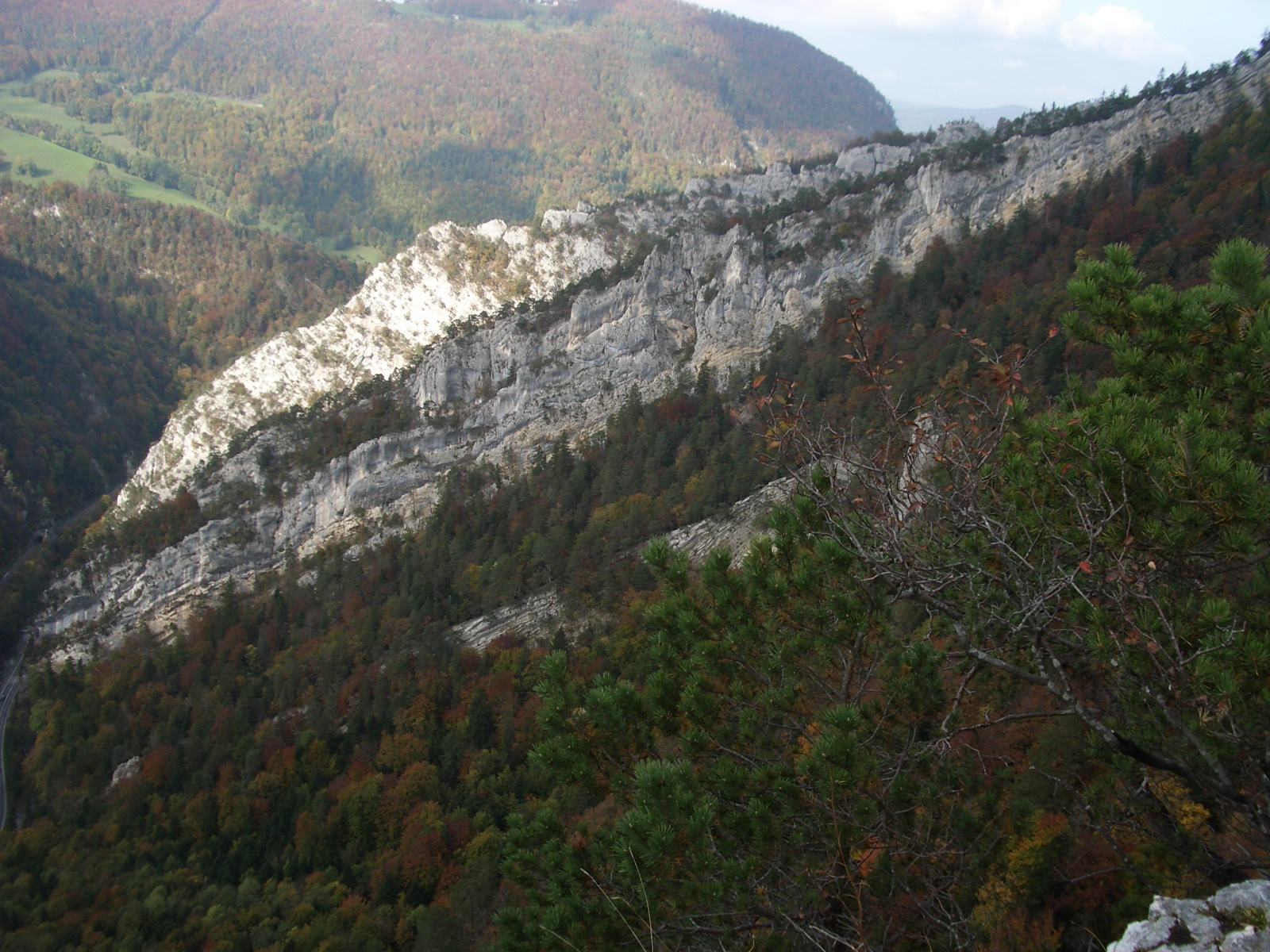
Gorges de Moutier mit Raimeuxgrat
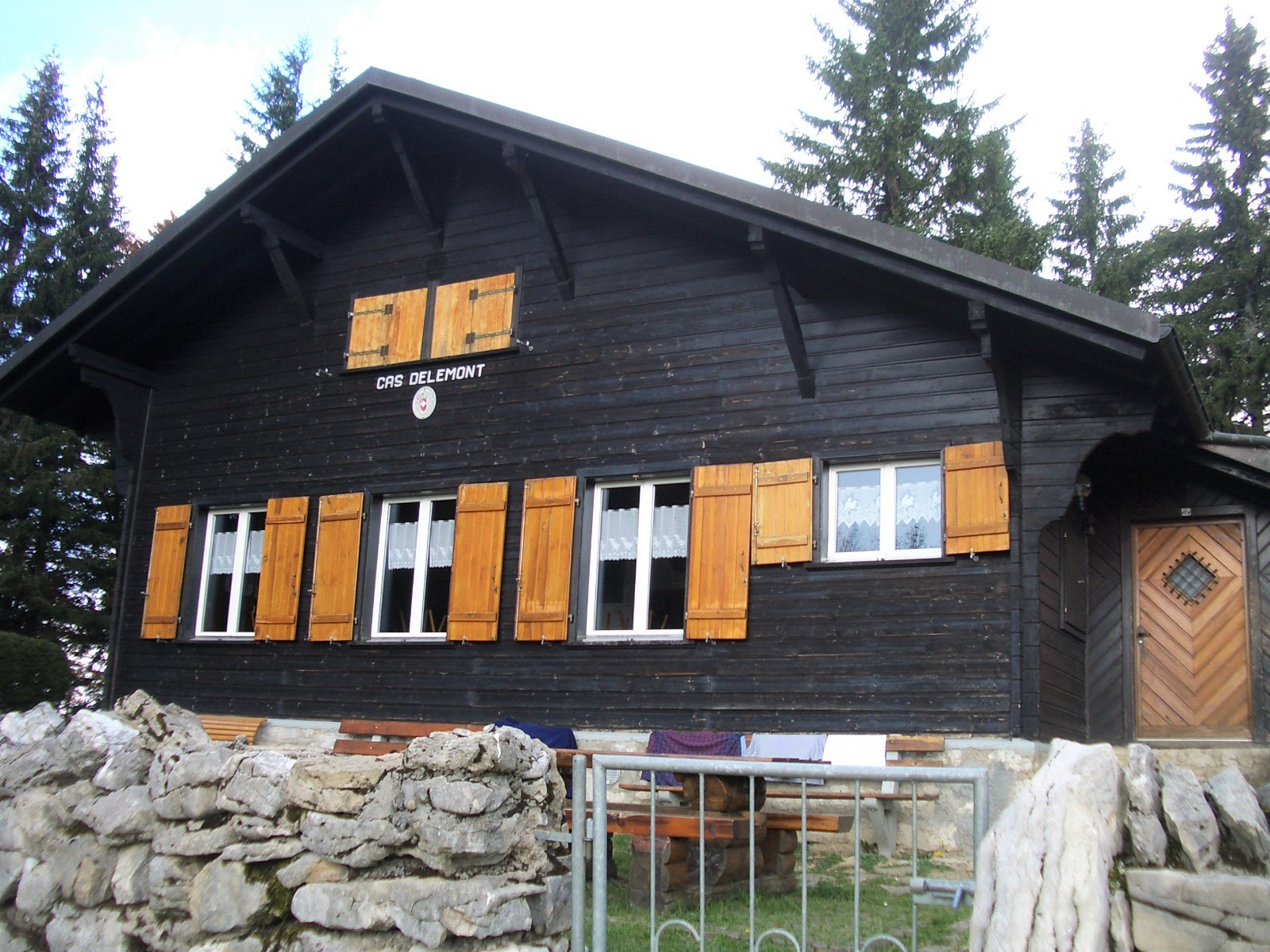
Raimeuxhütte des SAC
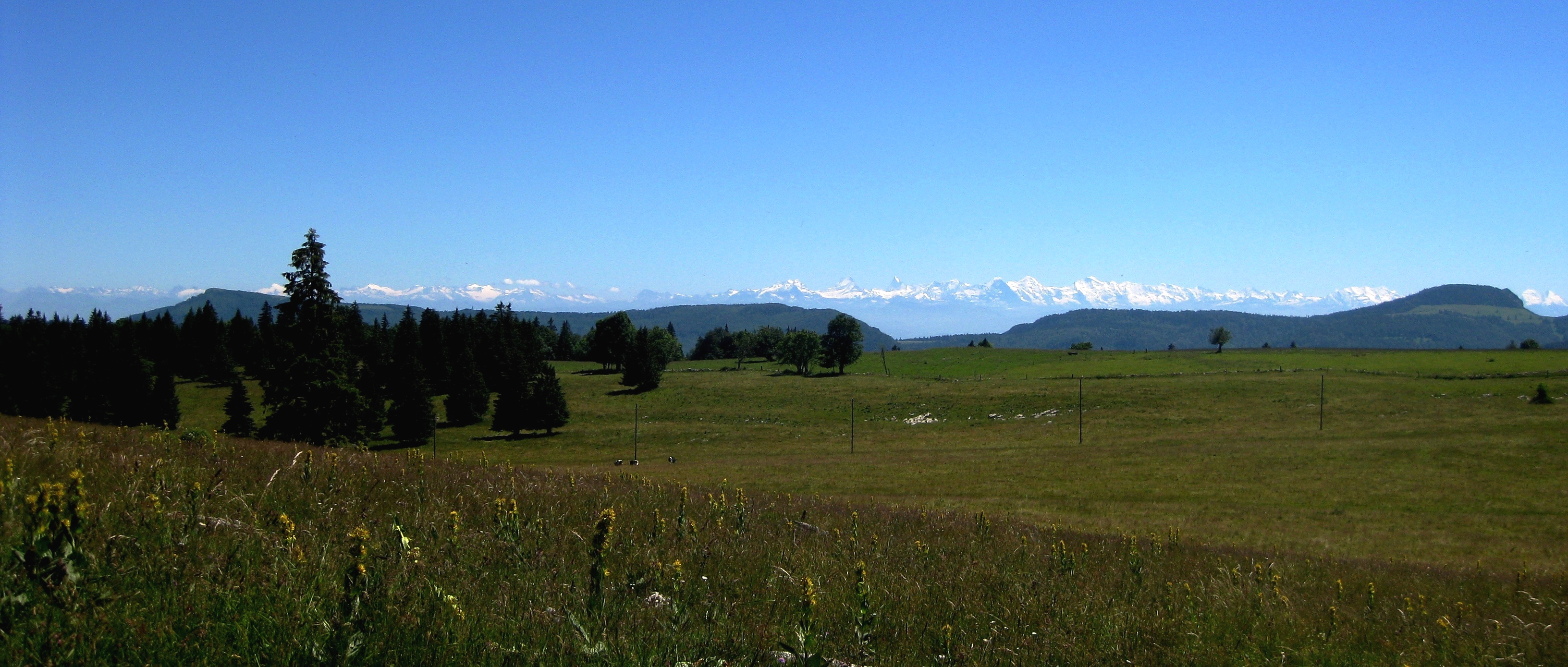
Ausblick nach Südosten
Blick vom Mont Raimeux in Richtung Nordwesten vom Beobachtungsturm
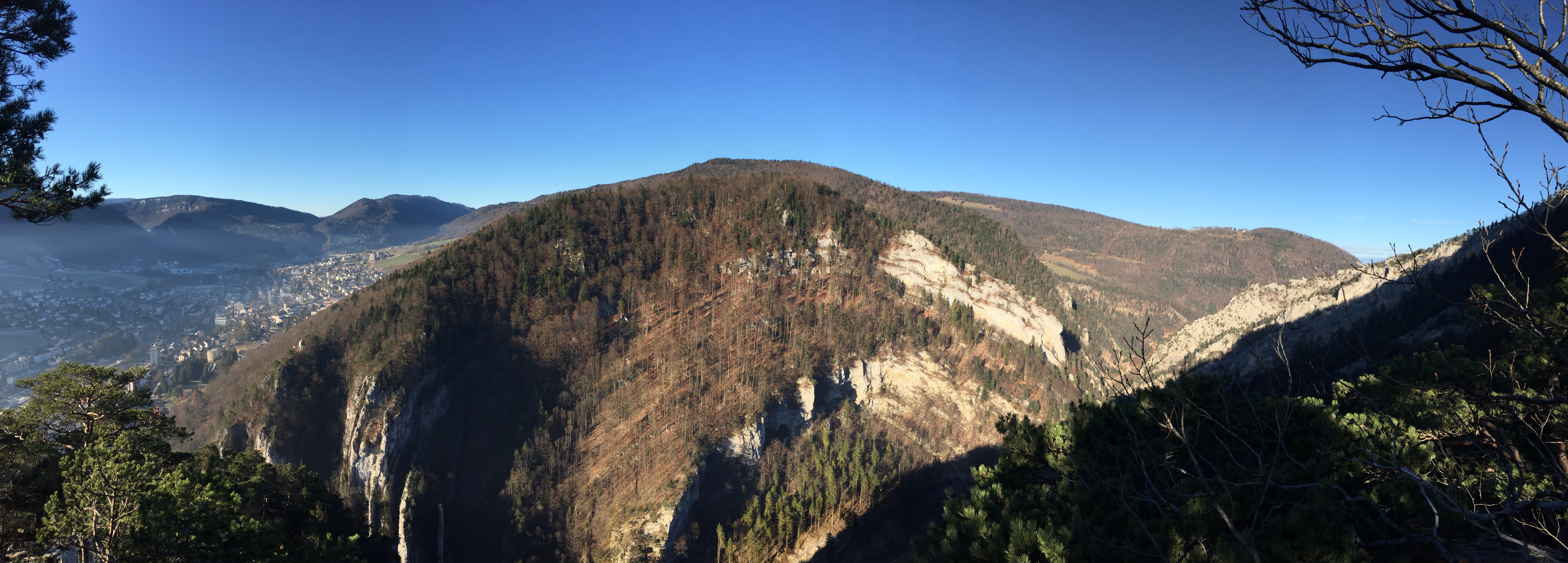
Gorges de Moutier – Blick vom Mont Raimeux